# Tullnerfelder Bahn
| |                      |                                                           |                                                    |
| Streckennummer (ÖBB): | 110 01               |                                                           |                                                    |
| Kursbuchstrecke (ÖBB): | 112 820              |                                                           |                                                    |
| Streckenlänge: | 46,307 km            |                                                           |                                                    |
| Spurweite: | 1435 mm (Normalspur) |                                                           |                                                    |
| Netzkategorie: | B1                   |                                                           |                                                    |
| Stromsystem: | 15 kV 16,7 Hz ~      |                                                           |                                                    |
| Maximale Neigung: | 8 ‰                  |                                                           |                                                    |
| Minimaler Radius: | 228 m                |                                                           |                                                    |
| Streckengeschwindigkeit: | 120 km/h             |                                                           |                                                    |
| Zugbeeinflussung: | ETCS, PZB            |                                                           |                                                    |
| |                      |                                                           |                                                    |
| \| \| \| Franz-Josefs-Bahn von Wien \| \| \| \| 0,000 \| Tulln a. d. Donau \| 181 m ü. A. \| \| \| \| Franz-Josefs-Bahn nach Gmünd N.Ö. \| \| \| \| 0,866 \| Tulln Stadt \| 182 m ü. A. \| \| \| 1,221 \| AB (Awanst) Agrana \| AB (Awanst) Agrana \| \| \| 1,708 \| AB (Awanst) Unterwerk \| AB (Awanst) Unterwerk \| \| \| \| \| \| \| \| \| neue Westbahn – von Wien \| \| \| \| \| \| \| \| \| 6,576 \| Judenau-Sieghartskirchen Lst (kein PV seit 21. Nov. 2009) \| 185 m ü. A. \| \| \| \| \| \| \| \| 7,046 \| Tullnerfeld (seit 9. Dez. 2012) \| 181 m ü. A. \| \| \| 8,816 \| Pixendorf (21. Nov. 2009 aufgelassen) \| 183 m ü. A. \| \| \| 11,665 \| Michelhausen (seit 13. Dez. 2009) \| 186 m ü. A. \| \| \| 11,981 \| Michelhausen (kein PV seit 21. Nov. 2009) \| 189 m ü. A. \| \| \| ~12,5 \| Streckenende \| Streckenende \| \| \| \| neue Westbahn – nach St. Pölten \| \| \| \| \| \| \| \| \| 12,998 \| Atzenbrugg \| 191 m ü. A. \| \| \| 13,12013,576 \| Fehlerprofil (−456 m) \| Fehlerprofil (−456 m) \| \| \| 14,980 \| Moosbierbaum-Heiligeneich \| 186 m ü. A. \| \| \| \| Betriebsgleis zu Kraftwerk Dürnrohr & Donau Chemie \| \| \| \| 16,879 \| Trasdorf \| 186 m ü. A. \| \| \| 17,488 \| Betriebsgleis zu Umspannwerk Dürnrohr \| Betriebsgleis zu Umspannwerk Dürnrohr \| \| \| 21,797 \| Sitzenberg-Reidling \| 188 m ü. A. \| \| \| 22,959 \| Gemeinlebarn \| 191 m ü. A. \| \| \| 27,460 \| Traismauer \| 206 m ü. A. \| \| \| \| Traisen \| \| \| \| 30,00530,000 \| Fehlerprofil (+5 m) \| Fehlerprofil (+5 m) \| \| \| 31,362 \| Getzersdorf \| 209 m ü. A. \| \| \| 35,929 \| Herzogenburg Stadt \| 226 m ü. A. \| \| \| \| von Krems an der Donau \| \| \| \| 36,877 \| Herzogenburg \| 231 m ü. A. \| \| \| 37,950 \| Herzogenburg-Süd \| Herzogenburg-Süd \| \| \| 39,383 \| Unterradlberg (Ladestelle) \| 242 m ü. A. \| \| \| 41,427 \| Oberradlberg \| 249 m ü. A. \| \| \| 43,110 \| Viehofen (1940: Viehofen Fabrik)[1] \| 255 m ü. A. \| \| \| 44,585 \| St. Pölten Traisenpark (seit 5. Okt. 2002) \| 260 m ü. A. \| \| \| 44,763 \| Anschlussbahn (Awanst) Glanzstoff \| Anschlussbahn (Awanst) Glanzstoff \| \| \| \| Westbahn von Wien \| \| \| \| 46,755 \| St. Pölten Hbf \| 273 m ü. A. \| \| \| \| Westbahn nach Salzburg \| \| |                      |                                                           |                                                    |
| Strecke |                      | Franz-Josefs-Bahn von Wien                                | Franz-Josefs-Bahn von Wien                         |
| Bahnhof | 0,000                | Tulln a. d. Donau                                         | 181 m ü. A.                                        |
| Abzweig geradeaus, nach rechts und von rechts |                      | Franz-Josefs-Bahn nach Gmünd N.Ö.                         | Franz-Josefs-Bahn nach Gmünd N.Ö.                  |
| Haltepunkt / Haltestelle | 0,866                | Tulln Stadt                                               | 182 m ü. A.                                        |
| Abzweig geradeaus und nach rechts | 1,221                | AB (Awanst) Agrana                                        | AB (Awanst) Agrana                                 |
| Abzweig geradeaus und ehemals nach rechts | 1,708                | AB (Awanst) Unterwerk                                     | AB (Awanst) Unterwerk                              |
| |                      |                                                           |                                                    |
| Kreuzung links (Strecke geradeaus außer Betrieb) |                      | neue Westbahn – von Wien                                  | neue Westbahn – von Wien                           |
| |                      |                                                           |                                                    |
| Strecke · ehemalige Blockstelle | 6,576                | Judenau-Sieghartskirchen Lst (kein PV seit 21. Nov. 2009) | 185 m ü. A.                                        |
| |                      |                                                           |                                                    |
| Bahnhof · Strecke | 7,046                | Tullnerfeld (seit 9. Dez. 2012)                           | 181 m ü. A.                                        |
| Strecke · ehemaliger Haltepunkt / Haltestelle | 8,816                | Pixendorf (21. Nov. 2009 aufgelassen)                     | 183 m ü. A.                                        |
| Haltepunkt / Haltestelle · Strecke | 11,665               | Michelhausen (seit 13. Dez. 2009)                         | 186 m ü. A.                                        |
| Strecke · Dienststation / Betriebs- oder Güterbahnhof | 11,981               | Michelhausen (kein PV seit 21. Nov. 2009)                 | 189 m ü. A.                                        |
| Strecke | ~12,5                | Streckenende                                              | Streckenende                                       |
| Kreuzung (Strecke geradeaus außer Betrieb) |                      | neue Westbahn – nach St. Pölten                           | neue Westbahn – nach St. Pölten                    |
| |                      |                                                           |                                                    |
| Haltepunkt / Haltestelle | 12,998               | Atzenbrugg                                                | 191 m ü. A.                                        |
| Kilometer-Wechsel | 13,12013,576         | Fehlerprofil (−456 m)                                     | Fehlerprofil (−456 m)                              |
| Bahnhof | 14,980               | Moosbierbaum-Heiligeneich                                 | 186 m ü. A.                                        |
| Abzweig geradeaus und nach rechts |                      | Betriebsgleis zu Kraftwerk Dürnrohr & Donau Chemie        | Betriebsgleis zu Kraftwerk Dürnrohr & Donau Chemie |
| Haltepunkt / Haltestelle | 16,879               | Trasdorf                                                  | 186 m ü. A.                                        |
| Abzweig geradeaus und nach rechts | 17,488               | Betriebsgleis zu Umspannwerk Dürnrohr                     | Betriebsgleis zu Umspannwerk Dürnrohr              |
| Haltepunkt / Haltestelle | 21,797               | Sitzenberg-Reidling                                       | 188 m ü. A.                                        |
| Haltepunkt / Haltestelle | 22,959               | Gemeinlebarn                                              | 191 m ü. A.                                        |
| Bahnhof | 27,460               | Traismauer                                                | 206 m ü. A.                                        |
| Brücke über Wasserlauf |                      | Traisen                                                   | Traisen                                            |
| Kilometer-Wechsel | 30,00530,000         | Fehlerprofil (+5 m)                                       | Fehlerprofil (+5 m)                                |
| Haltepunkt / Haltestelle | 31,362               | Getzersdorf                                               | 209 m ü. A.                                        |
| Haltepunkt / Haltestelle | 35,929               | Herzogenburg Stadt                                        | 226 m ü. A.                                        |
| Abzweig geradeaus und von rechts |                      | von Krems an der Donau                                    | von Krems an der Donau                             |
| Bahnhof | 36,877               | Herzogenburg                                              | 231 m ü. A.                                        |
| Dienststation / Betriebs- oder Güterbahnhof | 37,950               | Herzogenburg-Süd                                          | Herzogenburg-Süd                                   |
| Haltepunkt / Haltestelle | 39,383               | Unterradlberg (Ladestelle)                                | 242 m ü. A.                                        |
| Haltepunkt / Haltestelle | 41,427               | Oberradlberg                                              | 249 m ü. A.                                        |
| Bahnhof | 43,110               | Viehofen (1940: Viehofen Fabrik)                          | 255 m ü. A.                                        |
| Haltepunkt / Haltestelle | 44,585               | St. Pölten Traisenpark (seit 5. Okt. 2002)                | 260 m ü. A.                                        |
| Abzweig geradeaus und ehemals nach rechts | 44,763               | Anschlussbahn (Awanst) Glanzstoff                         | Anschlussbahn (Awanst) Glanzstoff                  |
| Abzweig geradeaus und von links |                      | Westbahn von Wien                                         | Westbahn von Wien                                  |
| Bahnhof | 46,755               | St. Pölten Hbf                                            | 273 m ü. A.                                        |
| Strecke |                      | Westbahn nach Salzburg                                    | Westbahn nach Salzburg                             |

Die Tullnerfelder Bahn ist eine eingleisige Eisenbahnstrecke in Niederösterreich. Sie verbindet Tulln, den zentralen Ort des Tullnerfeldes, mit der Landeshauptstadt St. Pölten.

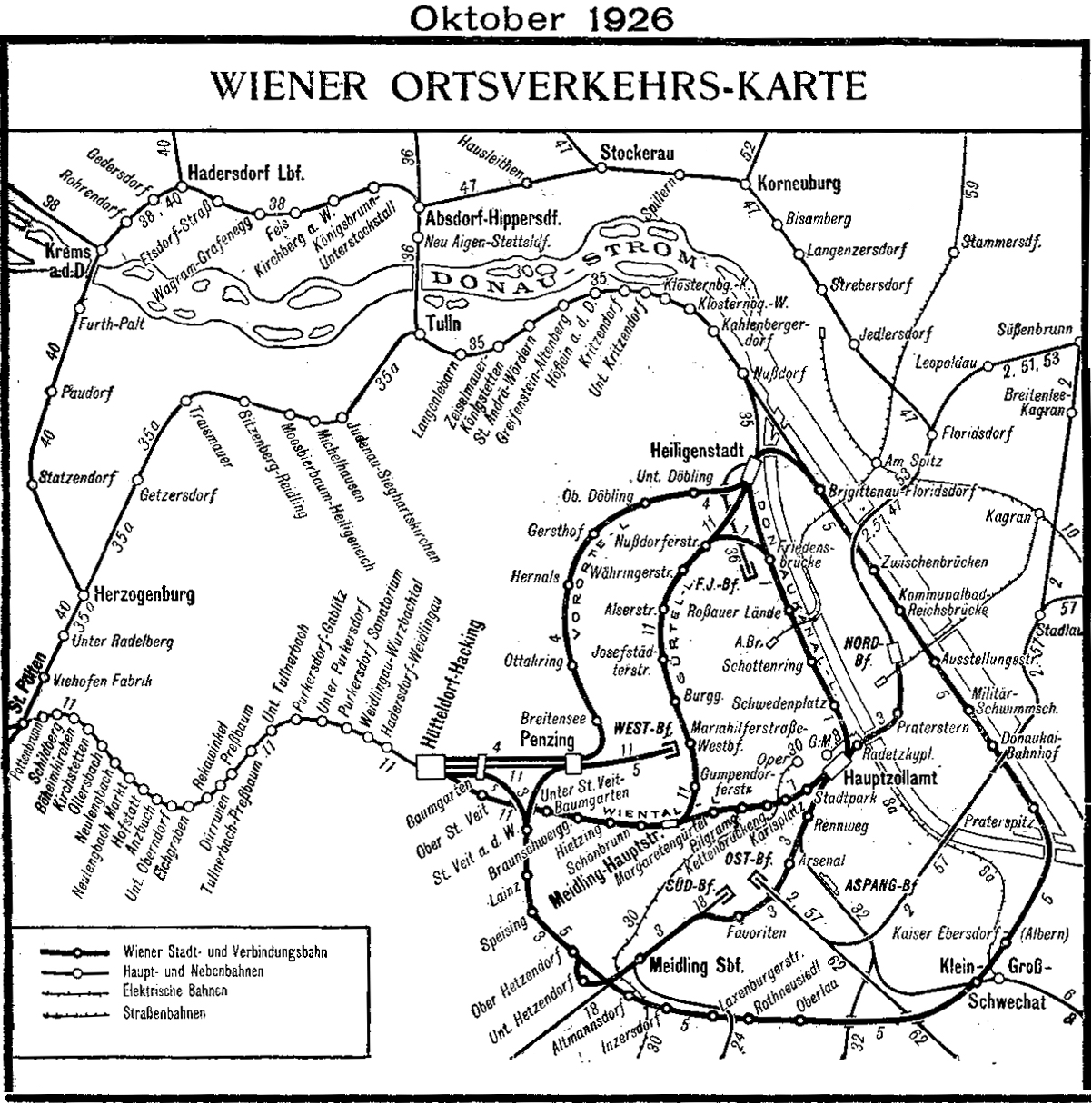
Wiener Ortsverkehrs-Karte Oktober 1926, in der linken oberen Bildhälfte als Strecke 35a die Tullnerfelderbahn

## Geschichte
Bereits 1871 wurde Eduard Ritter von Raab (1837–1888), Gutsbesitzer in Czechowitz (Czechowice) sowie (auch) in Gresten, die Bewilligung zur Vornahme technischer Vorarbeiten zur Errichtung einer 6,28 Meilen (47,64 km) langen Locomotiv-Eisenbahn von Tulln über Traismauer nach St. Pölten erteilt. Vorgesehen waren acht Stationen: Tulln, Langenrohr, Rust, Gemein-Lebarn, Traismauer, Inzersdorf, Herzogenburg, Ober-Radelberg, St. Pölten.
1885 wurde die Bahnlinie, auf Grundlage der Concessionsurkunde vom 12. Mai 1884, für die Locomotiveisenbahn von St. Pölten nach Tulln nebst Abzweigungen, als eingleisige Strecke erbaut (Konzessionäre: k.k. priv. Oesterreichische Länderbank in Wien sowie Österreichische Localeisenbahngesellschaft in Prag).
Im Frühjahr des Jahres 1900 erteilte das k. k. Eisenbahnministerium dem Secretär der Wiener Tramway-Gesellschaft i. P. Dr. Ludwig Mandl in Wien auf die Dauer von sechs Monaten die Bewilligung zur Vornahme technischer Vorarbeiten für eine normalspurige Localbahn von Neu-Lengbach über Inbruck, Asperhofen und Loibersdorf nach Judenau oder eventuell nach Michelhausen. – Dieses unverwirklicht gebliebene Vorhaben zielte offenbar auf die Schaffung einer Verbindungslinie zwischen West- und Franz-Josefs-Bahn, die der Strecke Tulln – St. Pölten in Distanz wie allenfalls Fahrzeit überlegen gewesen wäre.
Erst im Jahr 1981 wurde die Strecke elektrifiziert.
Am 5. Oktober 2002 wurde die unbesetzte Haltestelle St. Pölten-Traisenpark eröffnet, welche direkt beim gleichnamigen Einkaufszentrum Traisenpark liegt.
Seit dem Fahrplan 2006 wird die Strecke von der S-Bahnlinie S40 bedient. Die Bahnstrecke gehörte bis 5. Juli 2016 zum Verkehrsverbund Niederösterreich-Burgenland (VVNB) und zwischen Tulln und Traismauer auch zum Verkehrsverbund Ost-Region (VOR). Seither liegt die gesamte Strecke im VOR.

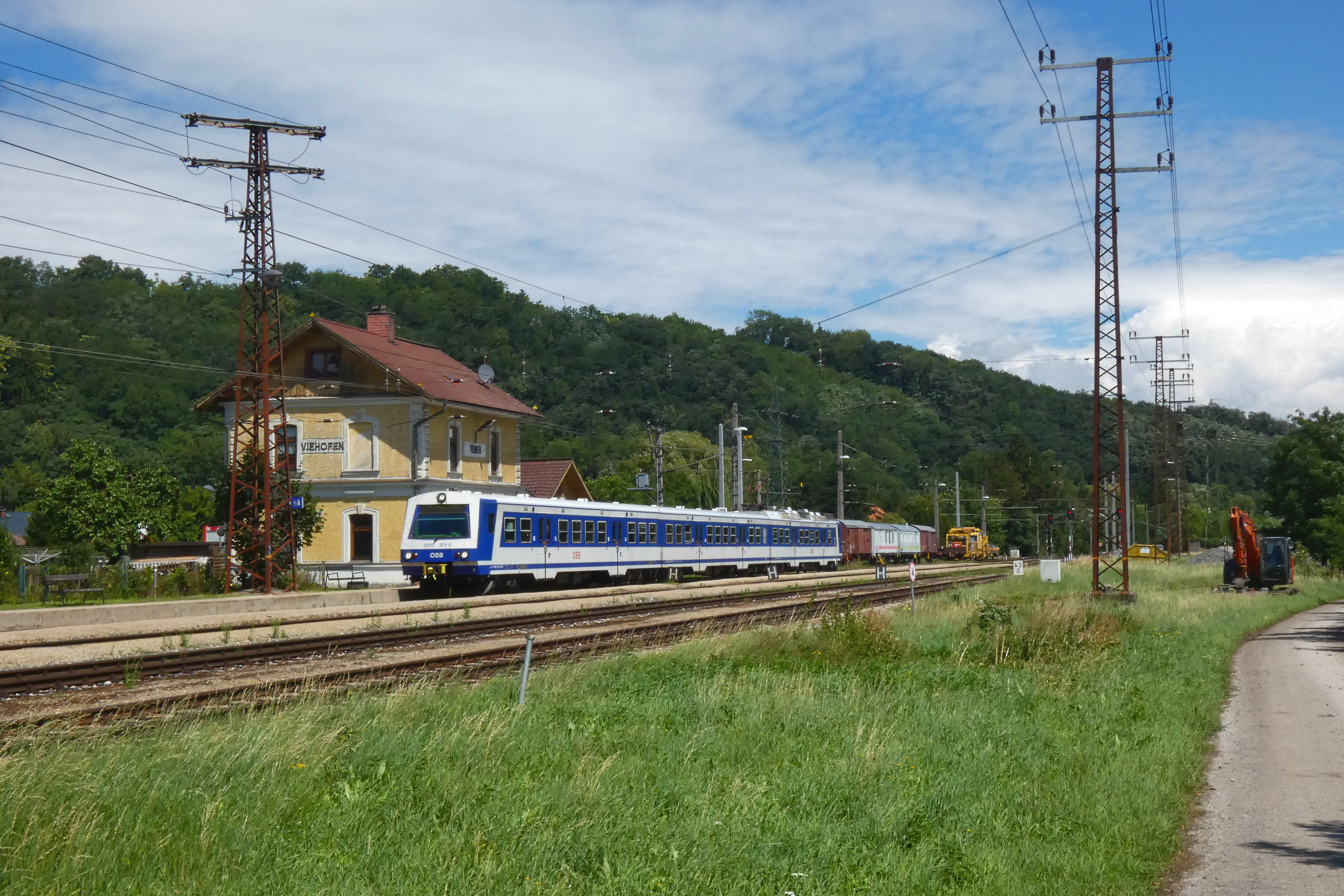
Ein 4020-Triebwagen mit dem Bahnhofsgebäude von Viehofen im Hintergrund.
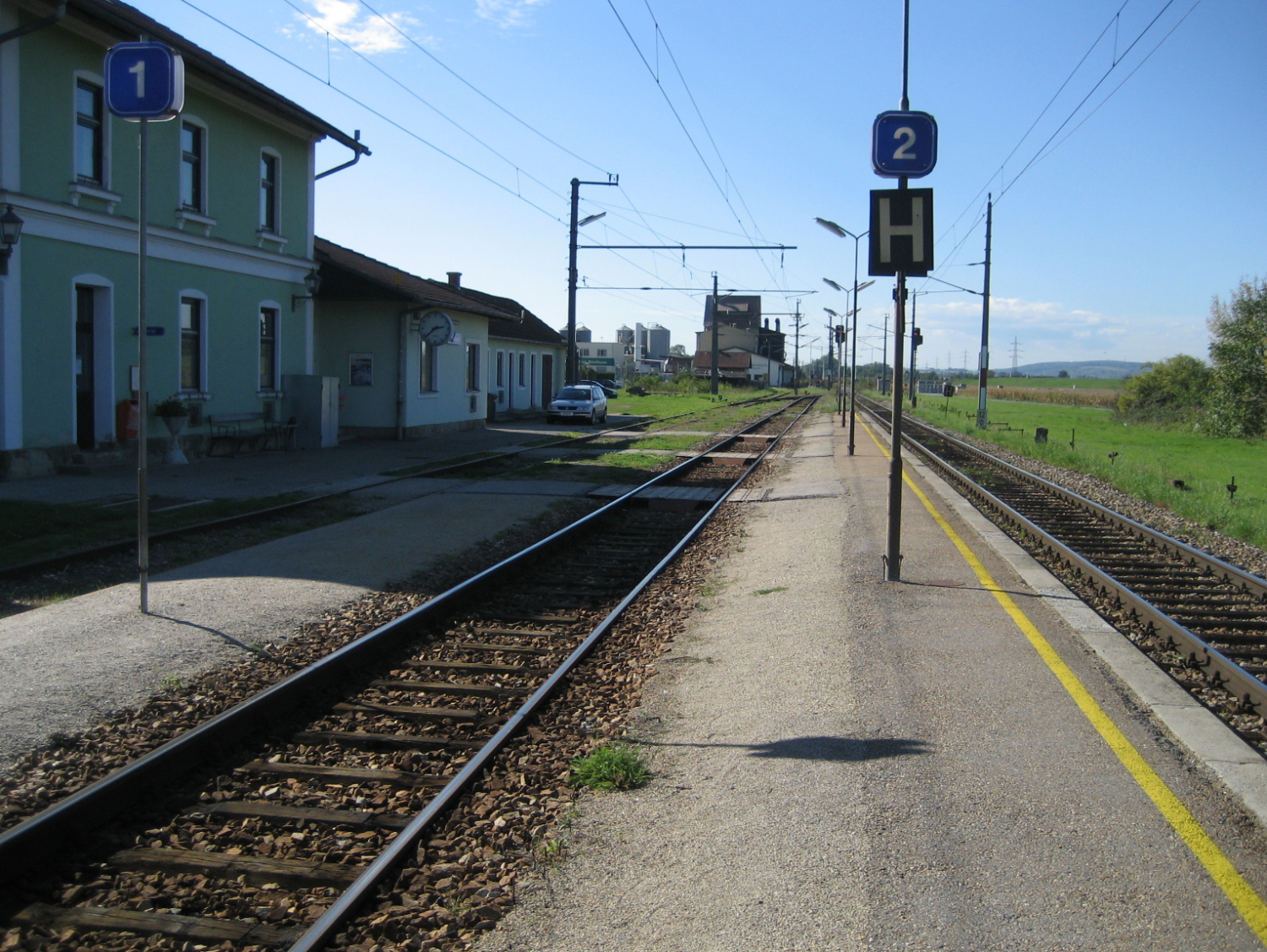
Alter Bahnhof Michelhausen
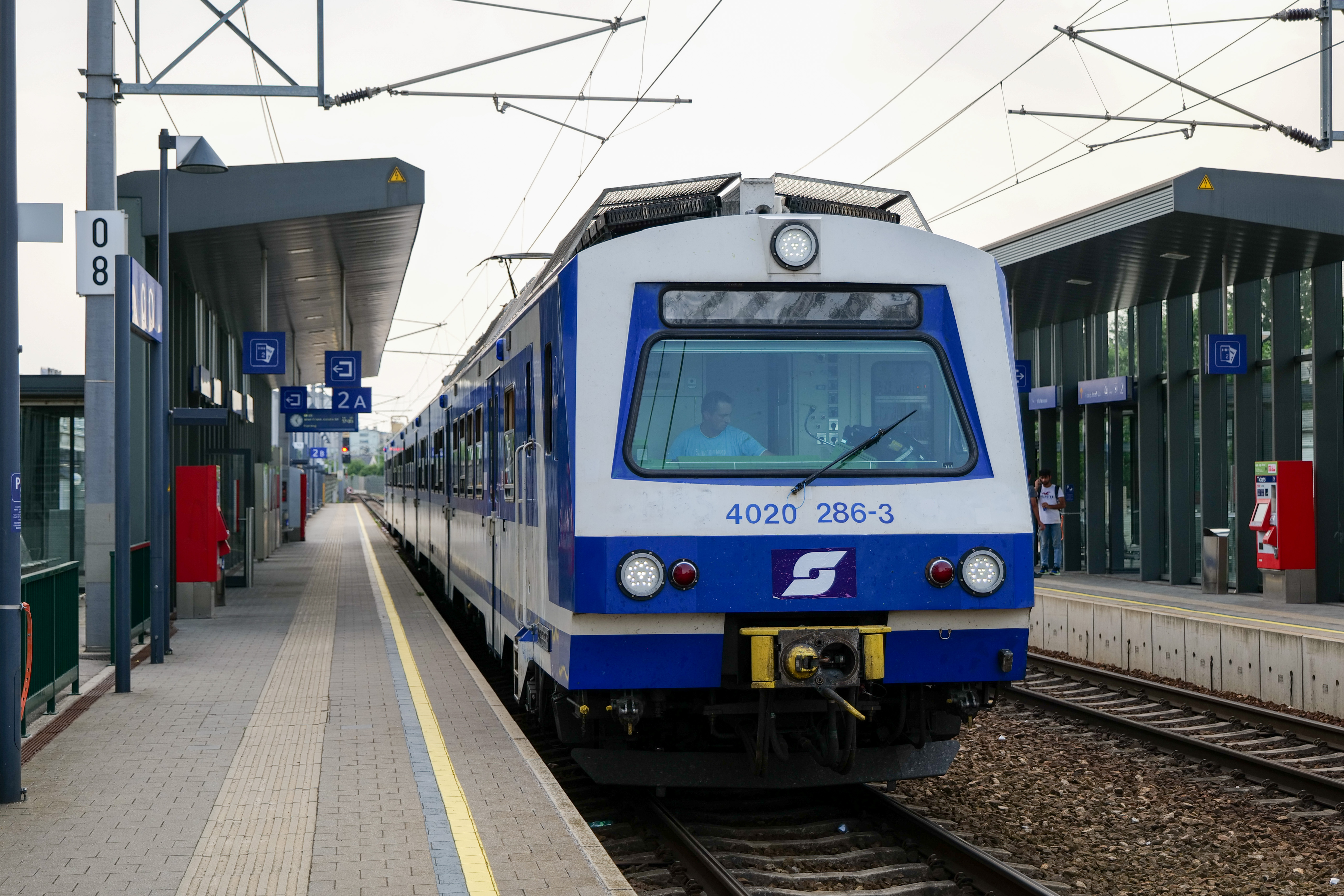
4020 286 mit Pflatsch im Bahnhof Tulln Stadt.

Der Bau des neuen Hauptbahnhofs in Wien hat weitreichende Auswirkungen auf den Schienenverkehr im Großraum Wien. Um den Bahnhof Wien Meidling, der seit dem Fahrplanwechsel am 13. Dezember 2009 den Wiener Südbahnhof teilweise ersetzt, vom Güterverkehr zu entlasten, wurden Güterzüge von St. Pölten kommend über die Tullnerfelder-, Franz-Josefs- und die Donauländebahn um Wien herumgeführt. Bis zum Fahrplanwechsel 2012/13 wurde deshalb der Personenverkehr auf der Tullnerfelderbahn tagsüber mit Ersatzbussen durchgeführt.
Im Jänner 2021 wurde verkündet, dass der Bahnhof Viehofen, welcher der letzte mit einer noch vor Ort bestehenden Fahrdienstleitung ist, zu einer Haltestelle umgebaut werden soll. Mit 5. Juli 2022 endete auf der Tullnerfelder Bahn der Betrieb der Fahrdienstleitung Viehofen, die Strecke ab dem Bahnhof Tullnerfeld ist der BFZ Wien übergeben worden. Der Umbau, dieser umfasste die Abtragung der ehemaligen Erdbahnsteige sowie die Neuaufrüstung des einzigen für den Personenverkehr bestimmen Bahnsteiges, erfolgte in den Monaten Juli und August 2022. Seit Schulbeginn am 5. September 2022 ist der neueröffnete Bahnhof in Betrieb.
Bislang wurde die Strecke zum Großteil ihrer Geschichte in voller Länge mit nur einem Streckengleis geführt. Zwischen 1944 und 1959 war der Abschnitt Tulln – Moosbierbaum zweigleisig ausgebaut. Jedoch werden seit 2019 Planungen angesetzt, zumindest den Abschnitt Tulln/Donau – Tullnerfeld wieder zweigleisig herzustellen, was die teilweise zeitauftreibenden Zugkreuzungen am Tullner Stadtbahnhof beenden würde. Dieser zweigleisige Ausbau ist auch im Rahmenplan 2021–2026 der ÖBB enthalten. Ein zweites Streckengleis im Abschnitt Herzogenburg – St. Pölten Hbf. ist ebenso vorgesehen. Die Ausstattung eines zweiten Gleises ist auf der restlichen Bahnstrecke derzeit nicht geplant.

## Streckenverlauf

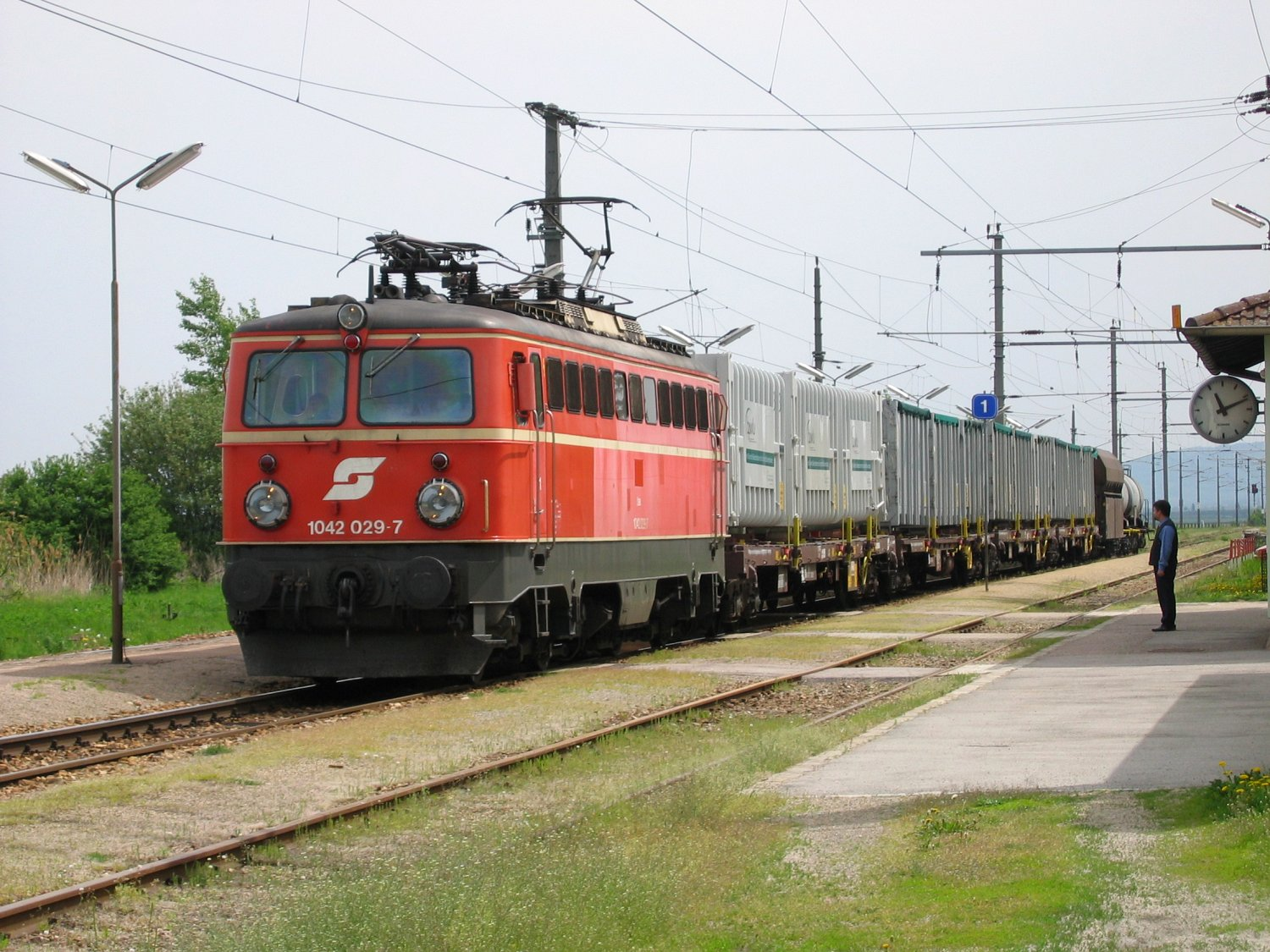
Ein Güterzug fährt durch den alten Bahnhof Michelhausen.

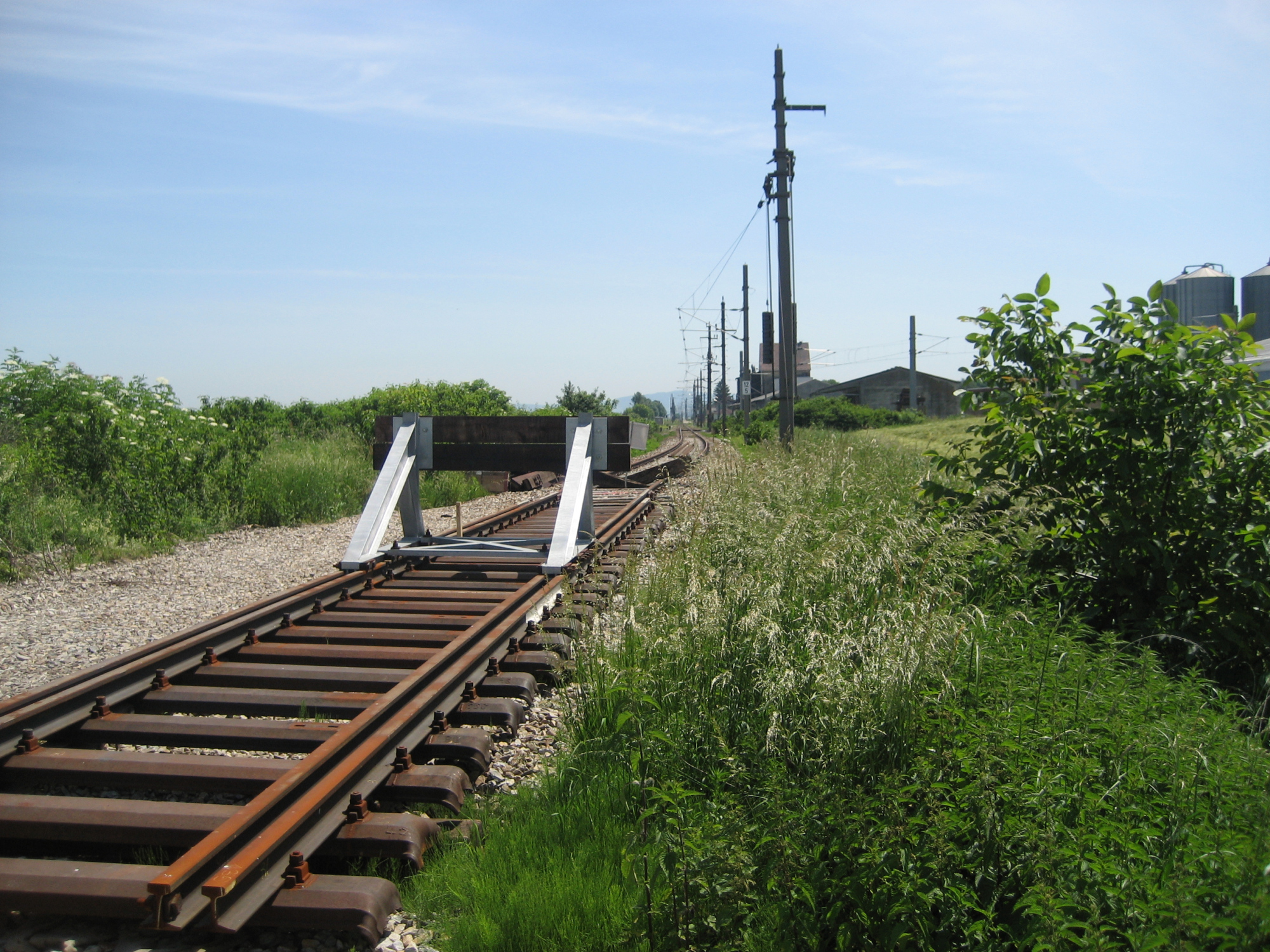
Das Streckenende im Bahnhof Michelhausen

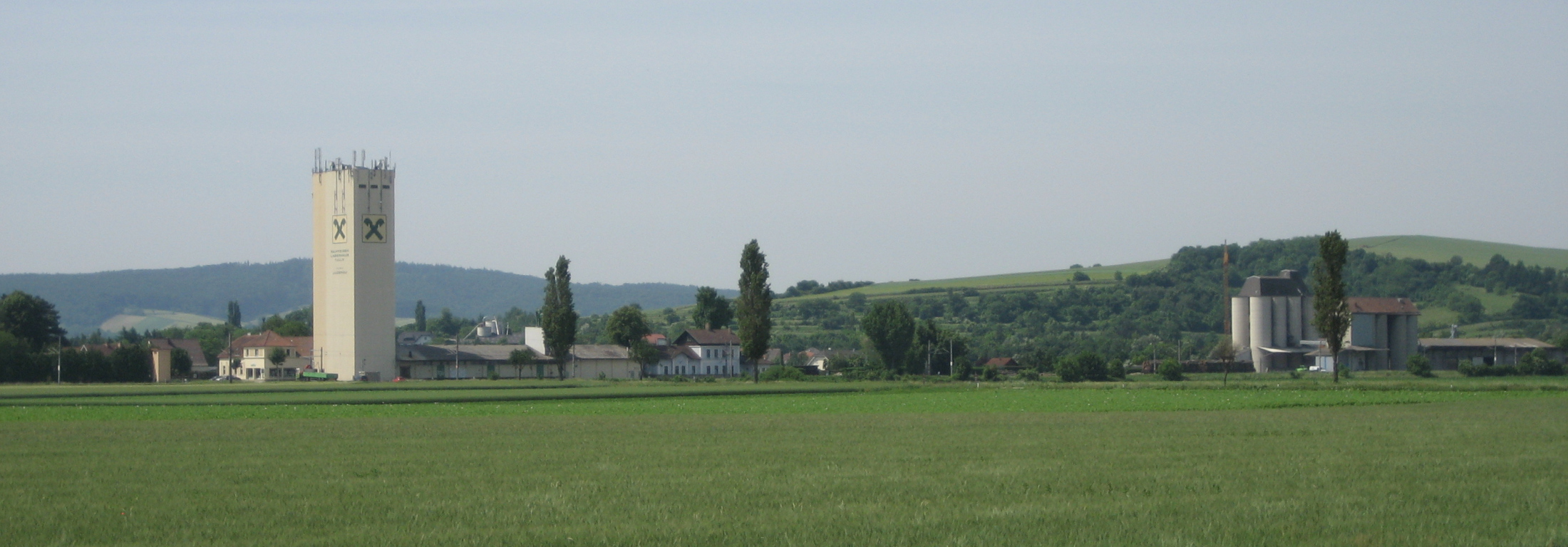
Ehemaliger Bahnhof Judenau-Sieghartskirchen

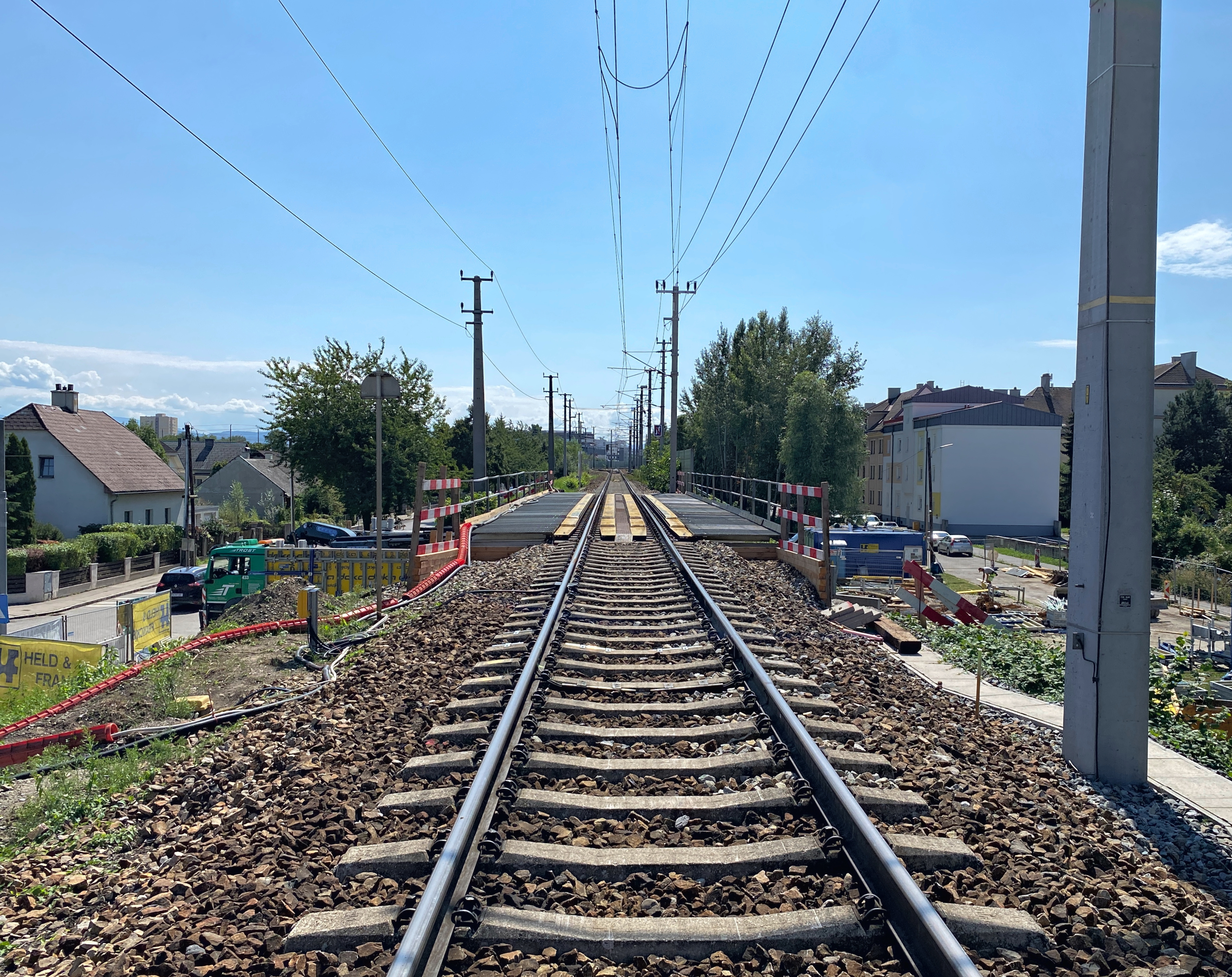
Gleis der Tullnerfelder Bahn in St. Pölten

Die Strecke zweigt nach dem Bahnhof Tulln von der Franz-Josefs-Bahn ab, erreicht noch im Stadtgebiet den Bahnhof Tulln-Stadt (wo in der Gegenrichtung eine Schleife eine direkte Verbindung zur Franz-Josefs-Bahn nach Norden ermöglicht) und wendet sich dann in südwestlicher Richtung in das Tullnerfeld, um bei Judenau gegen Westen einzuschwenken. Nach Michelhausen, wo die Perschling überquert wird, ändert sich die Richtung gegen Westnordwest, bis das Tal der Traisen erreicht wird. Nach Überquerung des Flusses schwenkt die Trasse in annähernd südlicher bis südwestlicher Richtung parallel zum Fluss ein und verläuft über Herzogenburg, wo eine andere Strecke nach Krems an der Donau abzweigt, bis zum St. Pöltner Hauptbahnhof an der Westbahn.

### Umtrassierung ab 2012
Im Zuge des Baus der neuen Westbahn zwischen Wien und St. Pölten wurde die Tullnerfelder Bahn zwischen Tulln und Atzenbrugg mit den Gleisen der neu entstandenen Schnellfahrstrecke zusammengelegt und verläuft dort heute rund einen halben Kilometer nördlich der bisherigen Trasse. Der Bahnhof Michelhausen wurde durch eine gleichnamige, jedoch unbesetzte Haltestelle auf der neuen Trasse ersetzt, weiters entstand zwischen Judenau und Pixendorf der Bahnhof Tullnerfeld, der auch von Zügen der Westbahn angefahren wird und als großer Regionalbahnhof für das gesamte Einzugsgebiet dient. Außerdem wurde eine Gleisschleife in den Fahrtrichtungen Tulln – Wienerwaldtunnel errichtet. Durch diese Schleife ist es möglich, dass Züge von der nördlichen Franz-Josefs-Bahn über die Tullnerfelderbahn, den Wienerwald- und den Lainzer Tunnel bis zum Hauptbahnhof Wien und darüber hinaus geführt werden können.
Im Fahrplan 2013 bis 2015 wurde montags bis freitags ein REX-Zugpaar zwischen Krems an der Donau und Wien Westbahnhof über diese Schleifen geleitet.
Die ehemalige Trasse der Tullnerfelder Bahn wird noch mit einem Verschubsgüterzug aus Michelhausen bedient, welcher nach Bedarf verkehrt.

## Fahrzeugeinsatz
Bevor die Strecke elektrifiziert wurde, fuhren die Lokomotiven der ÖBB-Baureihen 154, 54 und 3071 (BBÖ DT 1) mit Abteilwagen, später kam die Reihe 2050 dazu. Seitdem der Fahrdraht die Dieselloks abgelöst hat, fahren die Lokomotivtypen ÖBB 1042 und etwas später ÖBB 1044/1144 und Taurus. Jedoch werden die Lokomotiven nur im Güterverkehr auf der Tullnerfelderbahn eingesetzt. Neben den ÖBB-Reihen fahren die einen oder anderen Güterzüge privater EVUs über Traismauer und Herzogenburg, sollte die naheliegende Schnellfahrstrecke der Westbahn überlastet sein. Im Personenverkehr kommen meist Einfachgarnituren der Reihe 4024 als Schnellbahnen zum Einsatz. An Wochenenden und Feiertagen werden außerdem Triebwägen der Reihen 4744/4746 eingesetzt. Zu Randzeiten bzw. bei Fahrzeugmangel verkehren weiters auch Triebwagen der Reihe Reihe 4020, welche bis 2021/22 die Mehrheit der im PV verwendeten Triebfahrzeuge gestellt haben. Bis zur Ausmusterung 2004 war die Reihe 4030 noch auf der Strecke unterwegs. Im Abschnitt Herzogenburg – St. Pölten verkehren die Diesellokomotiven und Dieseltriebwagen, welche von und nach Krems fahren. Dies sind hauptsächlich die Reihen 2016, 2070 und 5047. Für die Verschubfahrten zum alten Bahnhof Michelhausen werden die Diesellokomotiven der Reihe 2070 verwendet.

## Verkehr
Auf dieser Strecke verkehrt, abgesehen vom Regionalexpresszug „Radtramper Donau“, die S-Bahnlinie S40 im Stundentakt. Der REX wurde jedoch im Jahr 2019 auf die Route Linz – Passau eingeschränkt, somit berührt er nicht mehr niederösterreichischen Boden. (Die ursprüngliche Route war Wien – Passau und retour.) Bis zum Fahrplanwechsel im Dezember 2020 verkehrte die Schnellbahnlinie 40 am Wochenende nur im Zweistundentakt auf der Relation Tullnerfeld – St. Pölten. Die Hälfte der S-Bahnen endete im neu erbauten Fernverkehrsbahnhof, welcher praktisch auf offenem Feld errichtet wurde und eigentlich nur die Rolle eines Pendlerbahnhofes spielt. Mit Fahrplanänderung am 13. Dezember 2020 wurden die verbleibenden Schnellbahnkurse bis in die niederösterreichische Landeshauptstadt verlängert, was somit nun an jedem Tag der Woche einen Stundentakt auf der ganzen Strecke bildet.
Die Zugkreuzungen im Personenverkehr sind für gewöhnlich in Herzogenburg, Moosbierbaum-Heiligeneich sowie Tulln Stadt, in den Morgen- und/oder Abendstunden sind auch solche in Viehofen, Traismauer und Tullnerfeld planmäßig vorgesehen. Für gewöhnlich warten die S-Bahn Züge in Herzogenburg rund 8 Minuten auf den Gegenzug aus St. Pölten kommend, während in Moosbierbaum die Wartezeit rund 6 Minuten beträgt. Am Fernverkehrsbahnhof Tullnerfeld wird für gewöhnlich eine Viertelstunde gewartet, um die Anschlüsse aus St. Pölten und/oder Wien abzuwarten. In Viehofen wird mit den Zügen von und nach Krems an der Donau gekreuzt.